# 褐斑蛇綿鳚
褐斑蛇綿鳚（学名：Lycenchelys maculata）為輻鰭魚綱鱸形目绵鳚亞目绵鳚科的其中一種，分布於西北太平洋區的日本及俄羅斯海域，屬深海底棲性魚類，棲息深度在水深200至300公尺，本魚身體與背鰭有許多明顯的黑色斑塊，背鰭軟條131至138枚；臀鰭軟條114至120枚；脊椎骨138至147個，體長可達29.8公分。
其种加词“maculata”意为“有斑点的”。